# 後鰭鮭科
後鰭鮭科是輻鰭魚綱胡瓜魚目的其中一科。

## 分類
後鰭鮭科下分3個屬，如下：
南茴魚亞科
- 南茴魚屬(Prototroctes)
  - 澳洲南茴魚(Prototroctes maraena)
  - 尖吻南茴魚(Prototroctes oxyrhynchus)

後鰭鮭亞科
- 後鰭鮭屬(Retropinna)
  - 後鰭鮭(Retropinna retropinna)：又稱青瓜魚。
  - 西氏後鰭鮭(Retropinna semoni)：又稱西氏青瓜魚。
  - 塔斯馬尼亞後鰭鮭(Retropinna tasmanica)：又稱塔斯馬尼亞青瓜魚。
- 青瓜魚屬(Stokellia)
  - 新西蘭青瓜魚(Stokellia anisodon)